# Дотсън (шелфов ледник)
Шелфовият ледник Дотсън (на английски: Dotson Ice Shelf) заема част от крайбрежието на Западна Антарктида, край Брега Бакутис на Земя Мери Бърд, в акваторията на море Амундсен в Тихоокеанския сектор на Южния океан. Простира се между полуостровите Мартин (114° з.д.) на запад и Бер (110°30’ з.д.) на изток. Дължина и ширина около 50 km. Южно от него на брега на континента се издига хребета Колер, от който в шелфовия ледник се спускат малки планински ледници.
Шелфовият ледник Дотсън е открит, заснет чрез аерофотоснимки и картиран от американската антарктическа експедиция през 1947 – 48 г., ръководена от Ричард Бърд. През 1964 г. е наименуван в чест на лейтенант Уилям Дотсън, участник в експедицията, отговарящ за разузнавателната дейност, който трагично загива в Аляска през 1964 г. по време на рутинен разузнавателен полет.